# Moḩammadābād, Jazmurian
Moḩammadābād-e Katagī (persiska: Moḩammadābād-e Katakī, محمد آباد کتگی) är en bondby i Iran. Den är belägen i provinsen Kerman, i den sydöstra delen av landet, 1 100 km sydost om huvudstaden Teheran. Moḩammadābād-e Katagī ligger 420 meter över havet och antalet invånare är 560.
Terrängen runt Moḩammadābād-e Katagī är platt, och sluttar söderut. Runt Moḩammadābād-e Katagī är det glesbefolkat, med 8 invånare per kvadratkilometer. Närmaste större samhälle är Chahār Chāhī, 19,6 km sydost om Moḩammadābād-e Katagī. Trakten runt Moḩammadābād-e Katagī är ofruktbar med lite eller ingen växtlighet.
I trakten råder ett hett ökenklimat. Årsmedeltemperaturen i trakten är 30 °C. Den varmaste månaden är juli, då medeltemperaturen är 38 °C, och den kallaste är januari, med 16 °C. Genomsnittlig årsnederbörd är 120 millimeter. Den regnigaste månaden är mars, med i genomsnitt 32 mm nederbörd, och den torraste är juni, med 1 mm nederbörd.